# Szemadám György
Szemadám György (Budapest, 1947. október 25. –) Munkácsy Mihály-díjas magyar festőművész, művészeti író és filmrendező, érdemes és kiváló művész. A Magyar Művészeti Akadémia Képzőművészeti tagozatának tagja (2004).

## Életpályája
Semadam Jenő és Bechine Éva házasságából született Budapesten. Fiatal éveiben érdekelte az ornitológia, a Magyar Madártani és Természetvédelmi Egyesület nyilvántartása szerint madárgyűrűzési jogosultsággal is rendelkezett, bár gyűrűzési tevékenysége csak két naptári évre terjedt ki, 1963–64-ben. 1967 és 1975 között a Fővárosi Állat- és Növénykertben a nagyragadozók ápolójaként, majd főápolójaként tevékenykedett.
1979-től gyermekek és felnőttek részvételével vezetett képzőművészeti köröket és alkotótáborokat, tartott egyéb képzőművészeti foglalkozásokat, elmegyógyintézetekben végzett művészetterápiás munkát, családsegítő központokban pedig hátrányos helyzetű gyermekek és fiatalok kreatív foglalkoztatását vezette. 1982–1993 között a Magyar Nemzeti Galériában működő GYIK (Gyermek és Ifjúsági Képzőművészeti) Műhely tanára, 1988-tól vezetője. 1992–1993-ban a Magyar Művelődési Intézet főmunkatársaként, 1998–2001 közt elnökségi tagjaként működött. 1997–1999 közt a Magyar Televízió Vizuális Művészetek Szerkesztőségének főszerkesztője volt.
Vaszkó Erzsébet következetes, meg nem alkuvó személyisége és festészete alakította indulását. Mellette korai munkáira Bálint Endre, Barcsay Jenő és Korniss Dezső munkássága is hatott. Az 1960-as évek végén csoporttá szerveződő, magukat önerejükből felküzdő avantgárd fiatalok egyik vezető egyénisége. Az 1970-es évek első felében több happening és performansz résztvevője, szervezője.
Festményei stilizált, jelszerű állatokat, sokszor madarakat megjelenítő, elvont, formatöredékeket bemutató ábrázolások, melyeknek stiláris jellemzői a redukált formák, a hangsúlyos színmezők és a határozott kontúrok. Az 1980-as évek második felétől kifejezésmódja klasszicizálódik, figurálissá válik és festésmódját az aprólékosság, a kidolgozottság, az erős kontúrok jellemzik, miközben részben megmarad korábbi tematikáinál.
Képein elszigetelt festői jeleknek, azok összefüggésének tárgyi azonosíthatósága helyett egy-egy idea tárgyiasul a festői jelek kapcsolódásában, s ezek a gondolatok hol technikailag rendkívül kimunkáltan, hol a technika milyenségére kérdeznek rá, vagy emberi problémákat feszegetnek. A Boldogasszony című, egyik legsikeresebb csoportos vándorkiállítás résztvevője, e kiállítás elindult 2010. március 4-én Makovecz Imre megnyitó beszédével a budapesti Forrás Galériából, bejárta Magyarország, Szlovákia, Ukrajna, Románia számos városát mintegy erősítve a magyarság összetartozás érzését.
1969 óta kiállító művész, 1969 és 2011 közt 49 kiállítása volt itthon és külföldön. Mint művészeti író is kitűnik művészeti kritikáival, esszéivel, művelődéstörténeti, művészettörténeti és művészetelméleti köteteivel. A filmes szakmában is értékek alkotója. Az irodalmi és művészeti élet társulatainak aktív részvevője, gyakran vezető egyénisége.

## Családja
Felesége Keresztes Katalin, házasságukból két gyermek született.

## Kiállításai (válogatás)

### Egyéni
- 1969 • Felsőfokú Mezőgazdasági Technikum, Budapest
- 1970 • Technika Háza, Esztergom
- 1971 • Balatonboglári kápolnatárlat, Balatonboglár
- 1974 • Budapesti Műszaki Egyetem E-klub • Fiatal Művészek Klubja, Budapest
- 1977 • Ferencvárosi Pincetárlat, Budapest • Fővárosi Szabó Ervin Könyvtár klubja, Budapest
- 1979 • Művelődési Központ, Tiszakécske
- 1980 • Fényes Adolf Terem, Budapest • Petőfi Sándor Ifjúsági és Művelődési Központ, Győr
- 1981 • Bástya Galéria, Budapest
- 1982 • Erzsébetvárosi Galéria, Budapest • Ferencvárosi Pincetárlat, Budapest • Megyei Művelődési Központ Galéria, Szolnok
- 1983 • Erkel Ferenc Művelődési Ház, Budakeszi • Művelődési Ház Kisgaléria, Eger • Liget Galéria, Budapest
- 1984 • Komáromi Kisgaléria • Kölcsey Kisgaléria, Debrecen
- 1988 • Kilián György Művelődési Ház, Kaposvár
- 1989 • Duna Galéria, Budapest
- 1991 • Budapest Galéria Lajos u., Budapest
- 1992 • Collegium Hungaricum, Bécs • Művelődési Központ és Könyvtár, Oroszlány • Mini Galéria, Miskolc
- 1993 • Magyar Intézet, Prága • Bartók 32 Galéria, Budapest (katalógussal)
- 1994 • Játékszín
- 1995 • Magyar Intézet, Moszkva • Kaposfüredi Galéria, Kaposfüred
- 1996 • Stílus Galéria, Budapest • Merlin Galéria, Budapest • Isaszegi Művészeti Napok, Csepel Galéria, Budapest
- 1997 • Vigadó Galéria, Budapest
- 2001 • Kecskeméti Képtár, Kecskemét • Vaszary Képtár, Kaposvár (Prutkay Péterrel)
- 2004 • Vízivárosi Galéria, Budapest
- 2005 • „Insel der Gegenwart”
- 2006 • ART-SZEM Modern Művészeti Galéria, Budapest
- 2007 • Kiállítás Szemadám 60 éves születésnapja alkalmából, Volksbank Zrt. Istenhegyi úti bankfiók Galériája, Budapest
- 2009 • Szemadám György: Emlékkönyv és Vándorok könyve című kötetek bemutatója, Forrás Galéria, Budapest
- 2010 • Véssey Gábor kiállítása és Szemadám György két könyvének (Emlékkönyv; Vándorok könyve) bemutatója, Csepel Galéria Művészetek Háza, Budapest
- 2011 • „Családtörténet és önéletírás” – Szemadám György kiállítása, Forrás Galéria, Budapest

### Csoportos
- 1971 • Balatonboglári kápolnatárlat, Balatonboglár • No. 1 csoport kiállítása, Fővárosi Állat- és Növénykert
- 1983 • Új művészetért 1960–1975, Móra Ferenc Múzeum-Bartók Művelődési Központ, Szeged
- 1985 • Rosa, rosa neurosa, Budapest Galéria
- 2007 • Kortárs magángyűjtemények X. Bélai György gyűjteménye, Godot Galéria, Budapest
- 2008 • Az év első kiállítása, Mest Galéria, Budapest
- 1994 • 1980-as évek – Képzőművészet, Ernst Múzeum, Budapest • Speculum, Budapest Galéria Lajos u., Budapest
- 1997 • No. 1, 1969–1971, Ernst Múzeum, Budapest
- 1998 • Jelentés a megtett útról, Szombathelyi Képtár, Szombathely
- 2003 • Unikornis Csoport, Csepel Galéria Művészetek Háza, Budapest
- 2005 • Harminchárman – Tízéves a Magyar Festők Társasága, Hilton Budapest West End, Budapest
- 2006 • BOX – A Magyar Festők Társaságának dobozkiállítása, Körmendi Galéria – Belváros, Budapest
- 2006 • Kortárs Bartók – Harasztÿ István, Kass János, Klimó Károly, Konok Tamás, Szabados Árpád, Szemadám György, Zsemlye Ildikó, Yengib kiállítása, Vízivárosi Galéria, Budapest
- 2007 • Kortárs magángyűjtemények X. – BélaiONO Galéria, Budapest • A Nap utcai fiúk – Szomjas György 12 játékfilmjének képeire 12 művész válaszol, Forrás Galéria, Budapest • Dobozvilág. Kortárs dobozművészet Magyarországon, Váczy Péter Gyűjtemény, Győr
- 2009 • Play Art 2. – A Budapesti Tavaszi Fesztivál keretében, Vízivárosi Galéria, Budapest
- 2010 • Boldogasszony című kiállítás, Forrás Galéria, Budapest és Kárpát-medencei magyarok lakta helyszínek
- 2011 • Magyar fürdőélet – Válogatás a Skonda-Völgyi Kortárs Gyűjteményből, KOGART Galéria, Budapest • Dobozművek – tematikus tárlat, Pelikán Galéria, Budapest

## Kötetei
- Jankovics Marcell rajzfilmrendező; Corvina, Budapest, 1987 (Corvina műterem)
- Jelképtár (társszerzőkkel, Hoppál Mihály, Jankovics Marcell, Nagy András), Budapest, 1990; bővített kiadás: 2004
- Apokrif állattan; Móra, Budapest, 1991
- Apokrif lények enciklopédiája; ill. Szunyoghy András; Csokonai, Debrecen, 1997
- Antik torzók és válogatott vernisszázsok; Kráter Műhely Egyesület, Pomáz, 1999 (Teleszkóp)
- Zé, ó és ó. Egy emberkert kacagtató tragédiái; ill. Gyulai Líviusz; Kortárs, Budapest, 2001
- Ezredfordulós írások 1998–2001. Budapest, 2003
- Madarak, madarászok és más csodalények; ill. szerző; Széphalom Könyvműhely, Budapest, 2005
- Hihetetlen lények könyve; Méry Ratio, Somorja, 2007
- Gyurkovics Tibor–Szemadám György: Az alkotás vegetatív bája; Napkút, Budapest, 2007 (Beszélgetők könyvei)
- Emlékkönyv; Széphalom Könyvműhely, Budapest, 2009
- Vándorok könyve. A tarot kártyától Az ember tragédiájáig; Írók Szakszervezete, Budapest, 2009
- Családtörténet és önéletírás; Széphalom Könyvműhely, Budapest, 2012
- Leopárd a teraszon. Afrikai útiképek; EX-BB, Budapest, 2012
- Jelenetek egy emberkertből. Zoográfiai tanulmányok; ill. Gyulai Líviusz; Széphalom Könyvműhely, Budapest, 2014
- Háromperhármasok. Dokumentumregény; Széphalom Könyvműhely, Budapest, 2015
- Állati tények és talányok. A tudományon innen és túl I.; átdolg., bőv. kiad.; EX-BB, Budapest, 2017
- Emberi tények és talányok. A tudományon innen és túl II.; átdolg., bőv. kiad.; EX-BB, Budapest, 2018
- Kérdőjelek a múltból. Az ember rejtélye; EX-BB, Budapest, 2019
- Az elveszett teljesség; Pauker Holding Kft., Budapest, 2019 (Pauker collection)
- Lélekszkafander. Családtörténet a 20. századból; MMA, Budapest, 2020
- Marco Polotól Nicola Tesláig. Válogatott tanulmányok és egyéb írások; Magyar Napló, Budapest, 2022

## Filmjei
- 1988–1989: A szabadság mezeje (Lugosi Lugó Lászlóval)
- 1999: Az elveszett Paradicsom

## Televíziós sorozatai
- 1991–1997: (H)arc-képek
- 1993–1994: Jelképtár (Hoppál Mihállyal, Jankovics Marcellel, Nagy Andrással)
- 1993–1994: Múzeumosdi (Sinkó Istvánnal)
- 1995–1997: Játékos bestiárium A-tól Z-ig
- 2002–2003: Madarat tolláról (Kocsis Tiborral, Králl Attilával)

## Társasági tagság (válogatás)
- A Művészeti Alap (1991-től: Magyar Alkotóművészek Országos Egyesülete, MAOE) festő szakosztályának tagja 1977 óta
- Magyar Képzőművészek és Iparművészek Szövetsége tagja 1980 óta
- Fiatal Képzőművészek Stúdiója tagja (1981–1983)
- Amatőr Képzőművészek Tanácsának elnöke (1982–1984)
- A Kállai Ernő Kör tagja (1990)
- A Magyar Mozgókép Alapítvány játékfilmes szakkuratóriumának tagja (1990–1993)
- A Szinyei Merse Pál Társaság tagja 1991 óta, elnökségi tagja 2002 óta
- Magyar Festők Társaságának társelnöke (1992–1995), 1995 óta tagja
- Magyar Mozgókép Alapítvány (később Közalapítvány) animációs szakkuratóriumának elnöke (1993 óta)
- Altamira Egyesület tagja (1994)
- Magyar Festészetért Alapítvány elnöke (1998 óta)
- A Csepeliek Művelődéséért Közalapítvány elnöke (1999–2002)
- Unikornis csoport tagja 2001 óta
- Patak Csoport tagja 2005 óta
- Németh László Kulturális Alapítvány kurátora (2005 óta)
- Magyar Írószövetség tagja (2007 óta)

## Díjak, elismerések (válogatás)
- A Magyar Köztársasági Érdemrend lovagkeresztje (1997)
- A Szolnoki Képzőművészeti Filmszemlén filmje, Az elvesztett Paradicsom különdíjat nyert (2000)
- Munkácsy Mihály-díj (2001)
- Művészetpedagógiai díj (2003)
- Simsay Ildikó-díj (2005)
- A Baktay Ervin Gimnázium és Vízügyi Szakközépiskola Baktay-nagyérme (2006)
- Érdemes művész (2015)
- Szolnoki Nemzetközi Képzőművészeti Filmfesztivál, életműdíj (2016)[8]
- Kiváló művész (2021)